# Kabinett Ashida

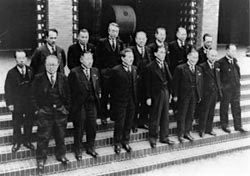
Das Kabinett Ashida bei Amtsantritt am 10. März 1948

Das Kabinett Ashida regierte Japan vom 10. März 1948, nachdem Ashida Hitoshi am 21. Februar 1948 vom Shūgiin gegen das Votum des Sangiin zum Premierminister gewählt worden war. Ihm gehörten sechs Abgeordnete der Demokratischen Partei, acht der Sozialistischen Partei Japans (SPJ), darunter zwei Anhänger des linken Flügels, sowie zwei Mitglieder der Kokumin-kyōdō-tō („Volks-Kooperations-Partei“) an.
Im Juni und Juli begann das Kokkai mit Untersuchungen im Shōwa-Denkō-Skandal. Am 6. Juli wurde Ashida vor eine Anhörung geladen (証人喚問, shōnin kammon). Als sich die Vorwürfe erhärteten, trat das Kabinett am 5. Oktober zurück. Es blieb geschäftsführend im Amt, bis Yoshida Shigeru am 14. Oktober zum Premierminister gewählt wurde und einen Tag später die Amtsgeschäfte übernahm.
| Amt | Name                                                               | Partei                                    |
| --- | ------------------------------------------------------------------ | ----------------------------------------- |
| Premierminister Außenminister | Ashida Hitoshi                                                     | Demokratische Partei                      |
| Staatsminister, Stellvertretender Premierminister bis 6. Juli 1948 | Nishio Suehiro                                                     | SPJ (rechter Flügel)                      |
| Finanzminister | Kitamura Tokutarō                                                  | Demokratische Partei                      |
| Leiter der Justizbehörde | Suzuki Yoshio                                                      | SPJ (rechter Flügel)                      |
| Bildungsminister | Morito Tatsuo                                                      | SPJ (rechter Flügel)                      |
| Minister für Gesundheit und Soziales | Takeda Giichi                                                      | Demokratische Partei                      |
| Minister für Landwirtschaft und Forsten | Nagae Kazuo                                                        | SPJ (rechter Flügel)                      |
| Minister für Handel und Industrie | Mizutani Chōzaburō                                                 | SPJ (rechter Flügel)                      |
| Verkehrsminister | Okada Seiichi                                                      | Kokumin-kyōdō-tō                          |
| Kommunikationsminister | Tomiyoshi Eiji                                                     | SPJ (rechter Flügel)                      |
| Arbeitsminister | Katō Kanjū                                                         | SPJ (linker Flügel)                       |
| Leiter der Baubehörde bis 10. Juli 1948 Bauminister ab 10. Juli 1948 | Hitotsumatsu Sadayoshi                                             | Demokratische Partei                      |
| Staatsminister, Chefkabinettssekretär | Tomabechi Gizō                                                     | Demokratische Partei                      |
| Leiter des „Hauptamts für wirtschaftliche Stabilität“ (経済安定本部) Leiter der Preisbehörde                                                                                      | Kurusu Takeo bis 2. Oktober 1948 Ashida Hitoshi ab 2. Oktober 1948 | Demokratische Partei Demokratische Partei |
| Leiter der Reparationsbehörde Leiter der „Untersuchungsabteilung für die Verwaltung“ (行政調査部総裁) bis 1. Juli 1948 Leiter der Behörde für Verwaltungsaufsicht ab 1. Juli 1948 | Funada Kyōji                                                       | Kokumin-kyōdō-tō                          |
| Vorsitzender der Kommission für regionale Finanzen | Nomizo Masaru                                                      | SPJ (linker Flügel)                       |

## Rücktritte
- Der stellvertretende Premierminister Nishio trat wegen Bestechungsvorwürfen zurück, nachdem er vom Kokkai vor eine Untersuchungsanhörung geladen worden war.
- Staatsminister Kurusu trat wegen des Shōwa-Denkō-Skandals zurück, der später auch das gesamte Kabinett zu Fall brachte.[1]